# Aristene Papi
Aristene Papi (Pergola, Provincia de Pesaro y Urbino, Italia, 25 de noviembre de 1877 - Salta, Argentina, 26 de diciembre de 1954) fue un pintor y escultor italo-argentino. Fundó la primera escuela particular de Dibujo Artístico e Industrial de la provincia de Salta. Fue el encargado de decorar, entre otros, la Iglesia de San Carlos al Corso en Roma, el corredor de la antecámara de León XIII y el presbiterio de la Iglesia de la Viña.

## Biografía
Fue alumno de Gino Ginevri, director de la Escuela de Bellas Artes de Urbino, y de Bruschi, titular del Museo artístico Industrial, con quien realizó estudios sobre El Greco y el renacimiento en Roma. Bajo la dirección de Augusto Broggi, realizó la decoración de la sacristía en la iglesia de San Carlos al Corso, la iglesia del Policlínico en Roma, del corredor de la antecámara de León XIII y de los Jardines del Vaticano. En 1899 llegó a la ciudad de Salta contratado por monseñor Hinojosa para realizar trabajos menores. Finalizados los trabajos que le solicitó el padre Hinojosa, decide asentarse en Salta, donde lo contratan para decorar mansiones y confeccionar cuadros.
En 1901 se casó con Asunción Yáñez con quien tuvo nueve hijos. En 1905 se le encarga la decoración de la Capilla del Colegio Santa Rosa de Viterbo, en 1906 la del Colegio Belgrano y en 1907 la del Hospital del Milagro.
En 1908 fundó la primera escuela particular de Dibujo Artístico e Industrial, que cerró en 1910 por problemas financieros. En 1918 decoró la capilla del Convento San Bernanrdo y luego la capilla del Buen Pastor. Durante la década de 1920 decoró diversas iglesias en Tucumán. En 1928, con el apoyo de su exalumno el ingeniero Rafael Sosa, fundó la Escuela de Dibujo y Pintura. Esa escuela que dependía del Consejo General de Educación dura hasta el año 1933, en que fue cerrada por falta de fondos. De ella egresaron los primeros profesores de dibujo y pintura con títulos habilitantes para ejercer en los ciclos primario y secundario.
En 1937 decoró el presbiterio de la iglesia de la Viña. En 1943 decoró el santuario de Jesús Sacramentado, de la Iglesia San Francisco de Tucumán. Y en la misma ciudad en 1944 decoró la capilla del Seminario Conciliar. Falleció en Salta el 26 de diciembre de 1954.
Un centro cultural y una calle de la ciudad de Salta fueron nombrados con su nombre el 8 de marzo de 1983.

## Galería

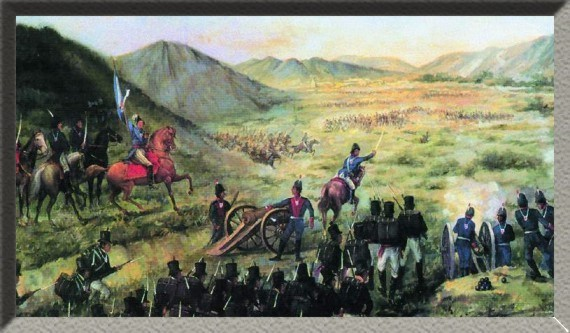
"La batalla de Salta", copia del cuadro original de Aristene Papi realizada por Rafael del Villar.